# Mycale macginitiei
Mycale macginitiei är en svampdjursart som beskrevs av de Laubenfels 1930. Mycale macginitiei ingår i släktet Mycale och familjen Mycalidae.
Artens utbredningsområde är Kalifornien. Inga underarter finns listade i Catalogue of Life.